# Пейова къща
Пейовата къща (на гръцки: Οικία Πέιου) е къща в град Лерин, Гърция, рядък пример за местната архитектура от XIX век.

## Местоположение
Къщата е разположена в сърцето на историческия център на Лерин, на северния бряг на Сакулева, на площад „Ироес 1944“ № 7.

## История
Построена е преди 1882 година от бояджията и търговец на зърно Йоан Пейов Бояджиев и е първата християнска къща в района. В 1988 година къщата е обявена за паметник на културата с решение на министъра на Македония и Тракия Стельос Папатемелис.

## Архитектура
Представлява квадратна къща на три етажа и мазе. Последният етаж на сградата никога не е завършен, защото османците забраняват използването му, тъй като къщата е в съседство с мюсюлманския квартал и Пазарната джамия и от третия етаж могат да се наблюдават мюсюлманските жени във вътрешните дворове на къщите им.
Подземният етаж е разположен на около 1,10 m под нивото на терена. Достъпът е по каменно стълбище от галерията, разположена на приземния етаж. В подземния етаж има изба и склад.
Приземният етаж е с 0,80 m по-висок от входа и на него са разположени антре на изток, зимна стая и кухня на запад. На първия етаж се стига по Г-образно дървено стълбище, което започва от издигнатата част на приземния етаж и се състои от 13 стъпала, широки 1 m. На етажа има затворен чардак, зимна стая и две летни стаи. До втория етаж отново се стига по Г-образно дървено стълбище с 15 стъпала. На етажа има затворен чардак и три зимни стаи. Третият етаж е недовършен. Сутеренът и приземният етаж са от камък, а нагоре външните дървени стени са с камък и кал, а вътрешните от кирпич. Подовете са дървени, а някои от таваните са измазани, някои са с дървени ламперии, а понякога се виждат подовете на горния етаж. Покривът е четирискатен.
Поради липса на поддръжка към началото на XXI век сградата се руши, като вторият етаж е напълно унищожен.